# Derlis Florentín
Derlis Javier Florentín Noguera (ur. 9 stycznia 1984 – zm. 28 marca 2010) był paragwajskim piłkarzem występującym na pozycji napastnika.

## Kariera klubowa
Florentín rozpoczął swoją karierę w klubie Humaitá Asunción.

## Kariera reprezentacyjna
W 2001 (U-17) i w 2003 (U-20) roku wraz z młodzieżową reprezentacją Paragwaju zdobył puchar Milk Cup.

## Śmierć
Florentín zginął w wypadku samochodowym. O północy 28 marca 2010 roku jego samochód zderzył się z ciężarówką na autostradzie Cordillera Highway, 54 kilometry od Asunción. Potem jeszcze auto zderzyło się z przydrożnym słupem. Piłkarz szybko został przewieziony do pobliskiego szpitala, lecz zmarł wkrótce potem. Jeden z jego towarzyszy, Aléxis Afonso, również poniósł śmierć.

## Sukcesy
- Milk Cup: 2001, 2003 (z młodzieżową reprezentacją Paragwaju)